# Đan Phượng (huyện)
Đan Phượng là một huyện cũ ngoại thành nằm ở phía Tây Bắc thành phố Hà Nội, Việt Nam.

## Vị trí địa lý
Huyện Đan Phượng có vị trí địa lý:
- Phía Bắc giáp huyện Mê Linh với ranh giới là sông Hồng
- Phía Tây giáp huyện Phúc Thọ với ranh giới là sông Đáy
- Phía Nam giáp huyện Hoài Đức
- Phía Đông giáp huyện Đông Anh với ranh giới là sông Hồng và quận Bắc Từ Liêm

Huyện Đan Phượng có Quốc lộ 32 chạy qua khoảng 4 Km, nếu đi từ phía Hà Nội lên Sơn Tây đến Km 16+500 là ngã Tư Trôi (thuộc huyện Hoài Đức) rẽ phải khoảng 300m là đến huyện Đan Phượng theo tỉnh lộ 422. So với các quận, huyện của thủ đô Hà Nội, Đan Phượng có ít đơn vị hành chính và diện tích tự nhiên thuộc loại nhỏ, nhưng xét về mảng văn hóa giáo dục lại rất phong phú. Tất cả các trường Tiểu học trong huyện đã đạt chuẩn Quốc gia, có những xã đông dân cư khoảng 19.000 người như ở Tân Hội, 25.000 người như ở Tân Lập, hơn 10.000 người như ở thị trấn Phùng, Hồng Hà, Phương Đình,...)

### Địa hình
Huyện Đan Phượng là huyện có hệ thống sông Hồng, sông Đáy chảy qua. Xưa kia là ngã ba sông (sông Hồng, sông Nhuệ, sông Đáy) nên địa hình của huyện tương đối bằng phẳng, chủ yếu là đất phù sa. Chiều cao trung bình từ 6-8m.

## Lịch sử
Huyện được đặt từ thời Trần, thuộc xứ Đoài, đến thời Minh chiếm đóng thì huyện tên là Đan Sơn thuộc châu Từ Liêm, phủ Giao Châu. Sang thời Hậu Lê huyện lệ về phủ Quốc Oai, trấn Sơn Tây. Năm 1831, vua Minh Mạng điều chỉnh địa giới hành chính và thành lập các tỉnh mới. Huyện đựợc tách ra thành huyện riêng vào năm 1832 vẫn thuộc phủ Quốc Oai. Năm 1904, Đan Phựợng được nhập về phủ Hoài Đức, tỉnh Hà Đông.
Sau Cách mạng Tháng Tám, huyện Đan Phượng gồm 14 xã: Đan Phượng, Đồng Tháp, Hồng Thái, Liên Mạc, Liên Minh, Liên Trì, Minh Khai, Phú Diễn, Song Phượng, Tân Hội, Tây Tựu, Thọ An, Thượng Cát, Trung Châu.
Năm 1956, thành lập xã Thọ Xuân trên cơ sở tách thôn Thọ Xuân của xã Thọ An, thành lập xã Tân Lập trên cơ sở tách 4 thôn Đan Hội, Hạ Hội, Hạnh Đàn, Ngọc Kiệu của xã Tân Hội.
Ngày 20 tháng 4 năm 1961, sáp nhập 5 xã: Liên Mạc, Minh Khai, Phú Diễn, Tây Tựu, Thượng Cát vào huyện Từ Liêm, thành phố Hà Nội.
Ngày 21 tháng 4 năm 1965, huyện Đan Phượng thuộc tỉnh Hà Tây mới được thành lập do hợp nhất 2 tỉnh Hà Đông và Sơn Tây.
Ngày 15 tháng 10 năm 1972, thành lập thị trấn Phùng (thị trấn huyện lỵ của huyện Đan Phượng) trên cơ sở tách thôn Phượng Trì của xã Đan Phượng. Đồng thời, chia xã Hồng Thái thành 3 xã: Hồng Hà, Hạ Mỗ, Thượng Mỗ; chia xã Liên Trì thành 3 xã: Liên Hà, Liên Hồng, Liên Trung; đổi tên xã Liên Minh thành xã Phương Đình. Huyện Đan Phượng gồm thị trấn Phùng và 15 xã: Đan Phượng, Đồng Tháp, Hạ Mỗ, Hồng Hà, Liên Hà, Liên Hồng, Liên Trung, Phương Đình, Song Phượng, Tân Hội, Tân Lập, Thọ An, Thọ Xuân, Thượng Mỗ, Trung Châu.
Ngày 27 tháng 12 năm 1975, huyện Đan Phượng thuộc tỉnh Hà Sơn Bình do hợp nhất 2 tỉnh Hà Tây và Hòa Bình.
Ngày 27 tháng 12 năm 1978, huyện Đan Phượng sáp nhập vào thành phố Hà Nội. Ngày 12 tháng 8 năm 1991, huyện Đan Phượng thuộc tỉnh Hà Tây vừa được tái lập. 
Ngày 8 tháng 4 năm 2002, mở rộng thị trấn Phùng trên cơ sở điều chỉnh một phần diện tích, dân số của hai xã Đan Phượng và Song Phượng.
Ngày 1 tháng 8 năm 2008, huyện Đan Phượng sáp nhập vào thành phố Hà Nội.
Ngày 1 tháng 7 năm 2025, huyện Đan Phượng bị giải thể để thực hiện chính quyền địa phương 2 cấp, không tổ chức cấp huyện.

## Hành chính
Huyện Đan Phượng gồm thị trấn Phùng (huyện lỵ) và 15 xã: Đan Phượng, Đồng Tháp, Hạ Mỗ, Hồng Hà, Liên Hà, Liên Hồng, Liên Trung, Phương Đình, Song Phượng, Tân Hội, Tân Lập, Thọ An, Thọ Xuân, Thượng Mỗ, Trung Châu.

## Văn hóa

### Nghệ thuật
Huyện là cái nôi của các loại hình nghệ thuật dân gian trong đó có Hát ca trù ở xã Thượng Mỗ, Vật truyền thống ở xã Hồng Hà, Thổi cơm thi truyền thống Đồng Vân, hát Chèo tàu ở hội Gối (Tân Hội), hát chèo bè trên sông của dân chài Vạn Vĩ, hội thả diều ở Bá Giang, bơi trải ở Đồng Tháp, rước cây bông ở Trung Hà…

### Danh nhân
Huyện có 15 tiến sĩ có tên trong văn bia tại Văn miếu Quốc tử giám và nhiều danh nhân tiêu biểu như: 
- Thi Sách chồng bà Trưng Trắc
- Quốc sư Thông Biện (?-1131) hiệu Trí Không, đời thứ 8 dòng thiền Vô Ngôn Thông[2]
- Tô Hiến Thành đại thần hai triều vua Lý, được phong Vương dù không phải tôn thất
- Văn Dĩ Thành thủ lĩnh khởi nghĩa chống quân Minh, xuất hiện trong Truyền kỳ mạn lục
- Nguyễn Danh Dự danh thần triều Lê Trung Hưng
- Quang Dũng nổi tiếng với tác phẩm "Tây Tiến", người làng Phượng Trì (nay thuộc thị trấn Phùng)
- Đỗ Bá Tỵ, Đại tướng QĐNDVN, nguyên Phó Chủ tịch Quốc hội nước Việt Nam
- Nghệ sĩ nhân dân Thương Huyền

### Di tích lịch sử
- Đình Đại Phùng ở xã Đan Phượng là di tích quốc gia đặc biệt. Đình thờ tướng Vũ Hùng có công giúp vua đánh giặc phương Bắc, được dân làng phong thánh

- [3] Đình Bá Dương (Hồng Hà, Đan Phượng [4]) thờ tướng Nguyễn Cả, tham gia dẹp 12 sứ quân với lễ hội thả diều nổi tiếng
- Miếu Đinh Nguyên (xã Thọ An)
- Đình Ích Vịnh (xã Phương Đình)
- Đền Nhã Lang (xã Hạ Mỗ)
- Chùa Báo Ân (Làng Trúng Đích-Hạ Mỗ)
- Chùa Liên Trung (xã Liên Trung
- Đình chùa Phương Mạc (xã Phương Đình)
- Miếu Voi Phục (xã Tân Hội)
- Lăng Văn Sơn (xã Tân Hội)
- Đền Bà Sa Lãng (xã Liên Hà)
- Đền Văn Hiến - Thờ Thái úy Phụ chính Tô Hiến Thành (xã Hạ Mỗ)
- Đình Vạn Xuân (xã Hạ Mỗ)
- Chùa Hải Giác (xã Hạ Mỗ)
- Đền Chi Trỉ (xã Hạ Mỗ)
- Chùa Già Lê (xã Hồng Hà)
- Miếu Xương Rồng (xã Liên Hồng)
- Đền thờ Thượng tướng Thái sư Trần Quang Khải - DTLS cấp tỉnh, thành phố (xã Thọ An)
- Đình Thọ Lão (xã Thọ Xuân) thờ tứ vị đại vương thời Trần, đã được cấp bằng xếp hạng di tích lịch sử văn hóa.
- Chùa Đình Giá (cụm di tích Chùa Đôi Hồi - Đền Tam Phủ) - DTLS văn hóa & cách mạng cấp Quốc Gia (xã Song Phượng)

### Đặc sản
- Đậu Phụ làng Trúng Đích-Hạ Mỗ
- Nem Phùng
- [[Rượu Nếp Bá giang],đậu phụ nhự Bá giang]
- [Ca dao:"Giò Chèm,rượu Bá, nem Phùng.Ai chưa thưởng thức xin đừng khoe sang"]
- [Ca dao:"Rượu Nếp,đậu  nhự Bá giang.Ai chưa thưởng thức, khoe sang xin đừng!"

### Các danh hiệu
- Huyện anh hùng lực lượng vũ trang.
- Huyện Anh hùng Lao động.
- Huyện Nông thôn mới đầu tiên của Thủ đô Hà Nội.

Các cá nhân được truy tặng, phong tặng danh hiệu anh hùng lực lượng vũ trang nhân dân:
1. Anh hùng, liệt sĩ thời kỳ chống Pháp: Phan Xích (tức Nguyễn Thạc Rương): nguyên chỉ huy trưởng huyện đội Liên Bắc, giặc Pháp tôn là hùm xám Liên Bắc.
2. Anh hùng, liệt sĩ thời kỳ chống Pháp: Lê Thao (Xã Hạ Mỗ).
3. Anh hùng, liệt sĩ thời kỳ chống Pháp: Hoàng Thị Lê (Thôn Thượng Trì, Xã Liên Hồng).
4. Anh hùng Hoàng Hữu Chuyên (chống Trung Quốc năm 1979)

## Hạ tầng giao thông
Hiện nay, trên địa bàn huyện đã hình thành khu đô thị Tân Tây Đô (thuộc xã Tân Lập), khu nhà ở Tân Lập cũng như khu đô thị Vinhome Wonder Park (đang xây dựng ở xã Tân Hội và Liên Trung). Ngoài ra còn có khu đô thị sinh thái The Phoenix (thuộc xã Đan Phượng) và các siêu thị.
Các dự án hạ tầng giao thông đã được quyết định đầu tư như: đường Vành đai 4, đường Tây Thăng Long
Các dự án đường sắt đô thị đi qua địa bàn huyện (dự kiến) là các tuyến số 3 (Trôi - Nhổn - Yên Sở), tuyến số 4 (Liên Hà - Bắc Thăng Long).
Tuyến tàu điện một ray (monorail) Liên Hà - Tân Lập - An Khánh (huyện Đan Phượng và Hoài Đức)

### Hệ thống xe buýt

#### Điểm đầu cuối và trung chuyển
- Tân Lập (29)
- Thọ An (162)
- Phùng (66, 67)

#### Các tuyến xe buýt hoạt động:
| Tuyến xe buýt                             | Lộ trình trong khu vực huyện Đan Phượng |
| ----------------------------------------- | --- |
| 20A(Cầu Giấy - Bến xe Sơn Tây)            | ... - Vạn Xuân - Phùng -... |
| 20B(Nhổn - Bến xe Sơn Tây)                | ... - Hồng Thái - Tiên Tân - Trung Châu -... |
| 29(Bến xe Giáp Bát - Tân Lập)             | ... - Vạn Xuân - Tân Lập - Tân Lập (Cầu Xây Tân Lập) |
| 66(Bến xe Yên Nghĩa - Bến xe Đan Phượng)  | ... - Lý Phục Man - Quốc lộ 32 - Phan Đình Phùng (Phùng) - Tây Sơn (Phùng) - Bến xe Đan Phượng (Phùng)                                                                         |
| 67(Bến xe Đan Phượng - Kim Sơn (Sơn Tây)) | Bến xe Đan Phượng (Phùng) - Tây Sơn (Phùng) - Phan Đình Phùng (Phùng) - Quốc lộ 32 -...                                                                                        |
| 92(Nhổn - Phú Sơn (Ba Vì))                | ... - Vạn Xuân - Phùng -... |
| 117(Nhổn - Hòa Lạc)                       | ... - Vạn Xuân - Cầu Phùng -... |
| 162(Nhổn - Thọ An)                        | ... - Tân Hội - Ô Diên - Quốc lộ 32 - Nguyễn Thái Học (Đan Phượng) - Đường 417 - Đê Hữu Hồng - Đường vào bến phà Thọ An - Thọ An (Bến phà Thọ An, xã Thọ An, huyện Đan Phượng) |

### Các tuyến đường phố
- Hồng Thái
- Lý Phục Man
- Ô Diên
- Phùng
- Phượng Trì
- Song Phượng
- Tân Hội
- Tân Lập
- Thụy Ứng
- Văn Sơn
- Vạn Xuân (một đoạn quốc lộ 32 đi qua ngã tư Tân Lập)
- Nguyễn Thái Học
- Tây Sơn

## Làng nghề
Là một huyện gần trung tâm Hà Nội dân cư đông đúc rất thuận lợi cho việc tiêu thụ các sản phẩm từ nông nghiệp cũng như hình thành các làng nghề, nhóm nghề như mộc nội thất, chế biến thực phẩm, tiêu thụ nông sản, trồng hoa... Khu vực đồng bằng sông Hồng là nơi tập trung nhiều làng nghề. Các làng nghề truyền thống thường tập trung ở các tỉnh thành như Hà Nội, Nam Định, Hà Tây cũ, Thái Bình. Còn các làng nghề và làng có nghề lại thường tập trung ở Hà Nội, Hà Tây cũ, bắc Hưng Yên, nam Vĩnh Phúc, Nam Định. Nghề phụ thường thì tập trung ở khu vực ven đô thị lớn, nơi mật độ dân cư cao hay các đầu mối giao thông thuận lợi. Đan Phượng là huyện nhỏ nhưng hội tụ đầy đủ các yếu tố trên nên cũng có khá nhiều làng nghề truyền thống, làng nghề, làng có nghề và nghề phụ như:
- Làng nghề chế biến lâm sản thôn Thượng (Liên Trung)
- Làng nghề kẹo lạc Tháp Thượng (Song Phượng)
- Làng nghề mộc thôn Đoài (Liên Hà)
- Nghề làm giò chả Thượng Hội (Tân Hội)
- Làng nghề đậu phụ Trúng Đích (Hạ Mỗ)
- Chăn nuôi bò sữa La Thạch (Phương Đình)
- Làng có nghề mộc thôn Quý (Liên Hà)
- Làng nghề chế biến lâm sản thôn Hạ (Liên Trung)
- Làm giá đỗ, bán rau, lá chuối ở Trung Châu)
- Làng nghề rèn Thúy Hội (Tân Hội)
- Trồng hoa ở Hạ Mỗ và lân cận
- Làng nghề nấu rượu, đậu phụ Bá Nội (Hồng Hà)
- Làng xuất ngoại, có nghề mộc ở Tân Hội
- Làng nghề mộc và đồ mộc Thượng Thôn (Liên Hà).